# Carrer dels Còdols
Carrer dels Còdols és una obra de Breda (Selva) protegida com a Bé Cultural d'Interès Local.

## Descripció
El carrer dels Còdols es va formar al llarg dels segles XIII-XIV a l'entorn de la capella de Sant Sebastià i Convent de les monges i es va unir amb el nucli antic mitjançant l'actual carrer Nou.
Actualment es conserven algunes edificacions dels segles XIV-XVI (arquitectura civil gòtica i tardo-gòtica), de les més antigues de Breda, i d'altres s'han anat transformant al llarg del temps.